# Polypsecadium grandiflorum
Polypsecadium grandiflorum är en korsblommig växtart som beskrevs av M.C. Romanczuk och Osvaldo Boelcke. Polypsecadium grandiflorum ingår i släktet Polypsecadium och familjen korsblommiga växter. Inga underarter finns listade i Catalogue of Life.